# Geckoweih
Der Geckoweih (Eutriorchis astur), früher Madagaskar-Schlangenhabicht oder Schlangenhabicht genannt, ist ein Greifvogel aus der Familie der Habichtartigen und der einzige Vertreter der Gattung Eutriorchis. Er ist endemisch in den Regenwäldern im nordöstlichen Madagaskar, wo er vor allem in Höhenlagen von 400 bis 1000 m anzutreffen ist. Die Art war seit 1930 verschollen und galt als ausgestorben, wurde jedoch 1990 wiederentdeckt. Entgegen seinem früheren Namen ernährt er sich vor allem von Echsen und Amphibien.

## Beschreibung
Der Geckoweih ähnelt in Gestalt und Färbung einem großen Vertreter der Habichte und Sperber (Gattung Accipiter). Er erreicht eine Körperlänge von 57 bis 66 cm. Die Flügelspannweite beträgt 98 bis 110 cm. Den Kopf ziert eine unauffällige, aufstellbare Haube. Die graubraune Oberseite zeigt eine dunkle Bänderung, die auf den Schultern besonders auffällig ist.
Die Unterseite ist weiß und zeigt ebenfalls eine dichte, dunkle Querbänderung. Der lange, braune, abgerundete Schwanz hat fünf bis sieben schwarze Querbänder. Die Iris ist gelb. Die Beine sind hellgelb und wirken durch die sehr starke Beschuppung rau und knotig. Der Schnabel ist schwarz. Die Flügel sind relativ kurz und gerundet.

## Lautäußerungen
Im Gegensatz zur sonstigen, sehr verborgenen Lebensweise sind die Rufe sehr auffallend und typisch. Der „Gesang“ ist ein lautes, weit tragendes „wääh...wääh..waäh“, oft gefolgt von einem leiseren „uug“.

## Verbreitung und Lebensraum
Die Art ist endemisch im Nordosten Madagaskars. Sie bewohnt dort unberührte Regenwälder in 0 bis 1200 m Meereshöhe, wohl vor allem in Höhenlagen von 400 bis 1000 m. Das Gesamtverbreitungsgebiet der Art wird auf nur 16.600 km² geschätzt.

## Ernährung
Der veraltete Name Schlangenhabicht geht vermutlich auf alte Geschichten zurück, in denen er große, giftige Schlangen getötet haben soll. Der Name ist jedoch eher unpassend, Schlangen scheinen nur eine sehr untergeordnete Rolle im Beutespektrum zu spielen. Bei der einzigen bisher beobachteten Brut bestand 83 Prozent der Beute aus Chamäleons und Geckos, weitere 16 Prozent waren Frösche. Nur 2 Schlangen wurden verfüttert, außerdem eine Fledermaus. Berichte über die Erbeutung von Lemuren und Hühnern beruhen höchstwahrscheinlich auf Verwechslungen mit dem Madagaskarhabicht (Accipiter henstii), der im selben Lebensraum vorkommt und dem er sehr ähnelt.

## Fortpflanzung
Das einzige Nest, das man bisher gefunden hat, befand sich in einem epiphytisch wachsenden Farn auf einem Baum in etwa 20 Meter Höhe. Im Nest befand sich ein bebrütetes Ei, der Jungvogel schlüpfte am 21. November nach einer Brutzeit von wohl etwa 40 Tagen. Die Nestlingszeit betrug 62 Tage und der Jungvogel wurde bis zu einem Alter von 6 Wochen von beiden Eltern betreut.

## Wiederentdeckung und Gefährdung
Die Art war bis zu Beginn der 1990er-Jahre nur von 10 zwischen 1874 und 1930 gesammelten Exemplaren bekannt und galt seitdem als verschollen und vermutlich ausgestorben. 1990 wurde ein frischer Kadaver eines Geckoweihs im Ambatovaky Reservat gefunden. 1997 gelang der bisher einzige Fund eines Nestes. Der Geckoweih ist offenbar sehr scheu und vorsichtig und daher sehr leicht zu übersehen. Die Nachweise gelingen am besten über die markanten Rufe. 1993 bis 1998 wurden 15 Individuen an 9 verschiedenen Lokalitäten beobachtet. Er kommt in den folgenden Schutzgebieten vor: Ambatovaky Special Reserve, Anjanaharibe-South Special Reserve, Mantadia Nationalpark und Analamazaotra Special Reserve, Marojejy Nationalpark, Marotandrano Special Reserve, Masoala Nationalpark, Sihanaka Forest, Tsaratanana Strict Nature Reserve, Upper Rantabe Classified Forest und Zahamena Nationalpark.
Der Bestand wird gegenwärtig auf 250 bis 1000 Individuen geschätzt. Als Hauptgefährdung gelten Verfolgung, Waldzerstörung durch Brandrodung und unkontrollierte Waldbrände zur Ackerflächengewinnung. Sollte die Rodung der unberührten Wälder im nordöstlichen Madagaskar fortgesetzt werden, ist mit einem erneuten Verschwinden dieser Art innerhalb weniger Jahrzehnte zu rechnen.